# Johnny Mathis
John Royce "Johnny" Mathis, född 30 september 1935 i Gilmer, Texas, är en amerikansk sångare.
Han föddes i Gilmer i Texas, men växte huvudsakligen upp i San Francisco.

## Diskografi (urval)
Studioalbum (topp 10 på Billboard 200)
- 1957 – Wonderful Wonderful (#4)
- 1957 – Warm (#2)
- 1958 – Good Night, Dear Lord (#10)
- 1958 – Swing Softly (#6)
- 1958 – Merry Christmas (#3)
- 1959 – Open Fire, Two Guitars (#4)
- 1959 – Heavenly (#1)
- 1959 – Faithfully (#2)
- 1960 – Johnny's Mood (#4)
- 1960 – The Rhythms and Ballads of Broadway (#6)
- 1966 – The Shadow of Your Smile (#9)
- 1978 – You Light Up My Life (#9)

Johnny Mathis har spelat in 73 studioalbum. 18 album har såld mer än 500.000.
Singlar (topp 10 på Billboard Hot 100)
- 1957 – "It's Not for Me to Say" (#5)
- 1957 – "Chances Are" (#1)
- 1957 – "The Twelfth of Never" (#9)
- 1962 – "Gina" (#6)
- 1963 – "What Will My Mary Say" (#9)
- 1978 – "Too Much, Too Little, Too Late" (#1)